# Parkia biglobosa
Parkia biglobosa är en ärtväxtart som först beskrevs av Nikolaus Joseph von Jacquin, och fick sitt nu gällande namn av George Don jr. Parkia biglobosa ingår i släktet Parkia och familjen ärtväxter. Inga underarter finns listade i Catalogue of Life.

## Bildgalleri

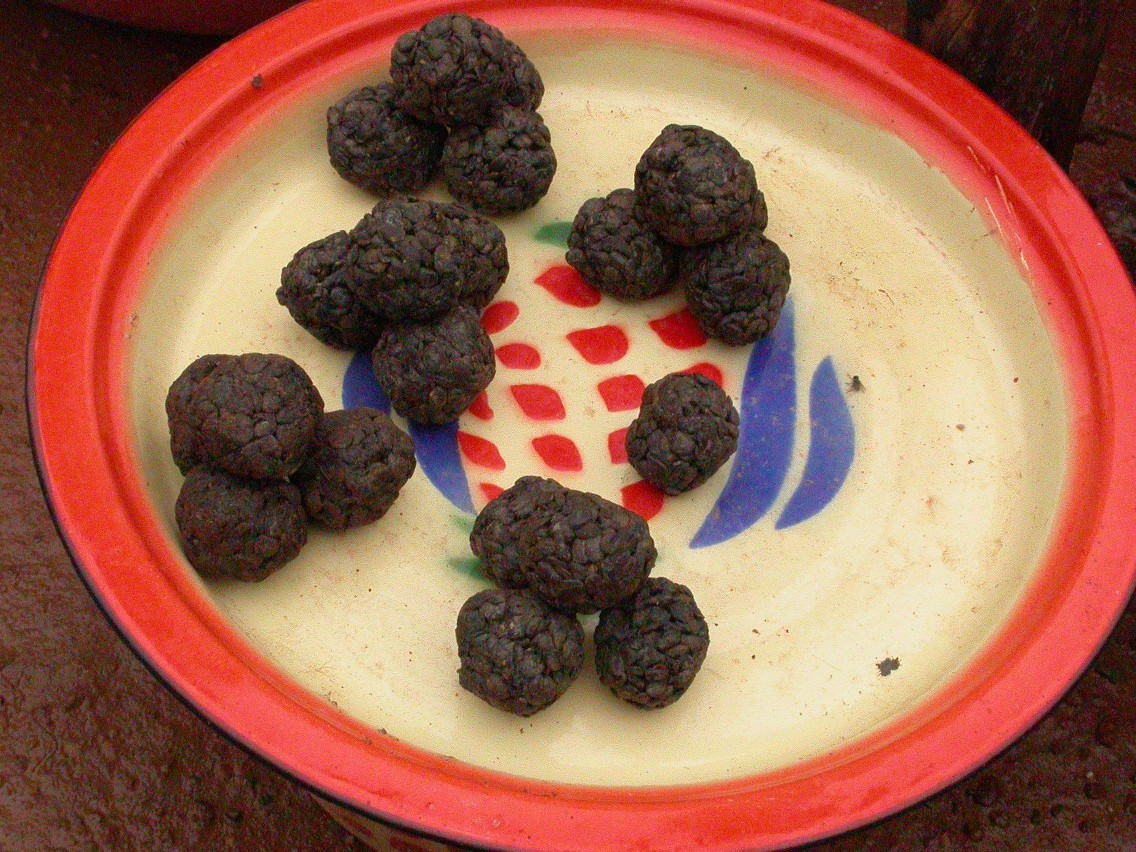
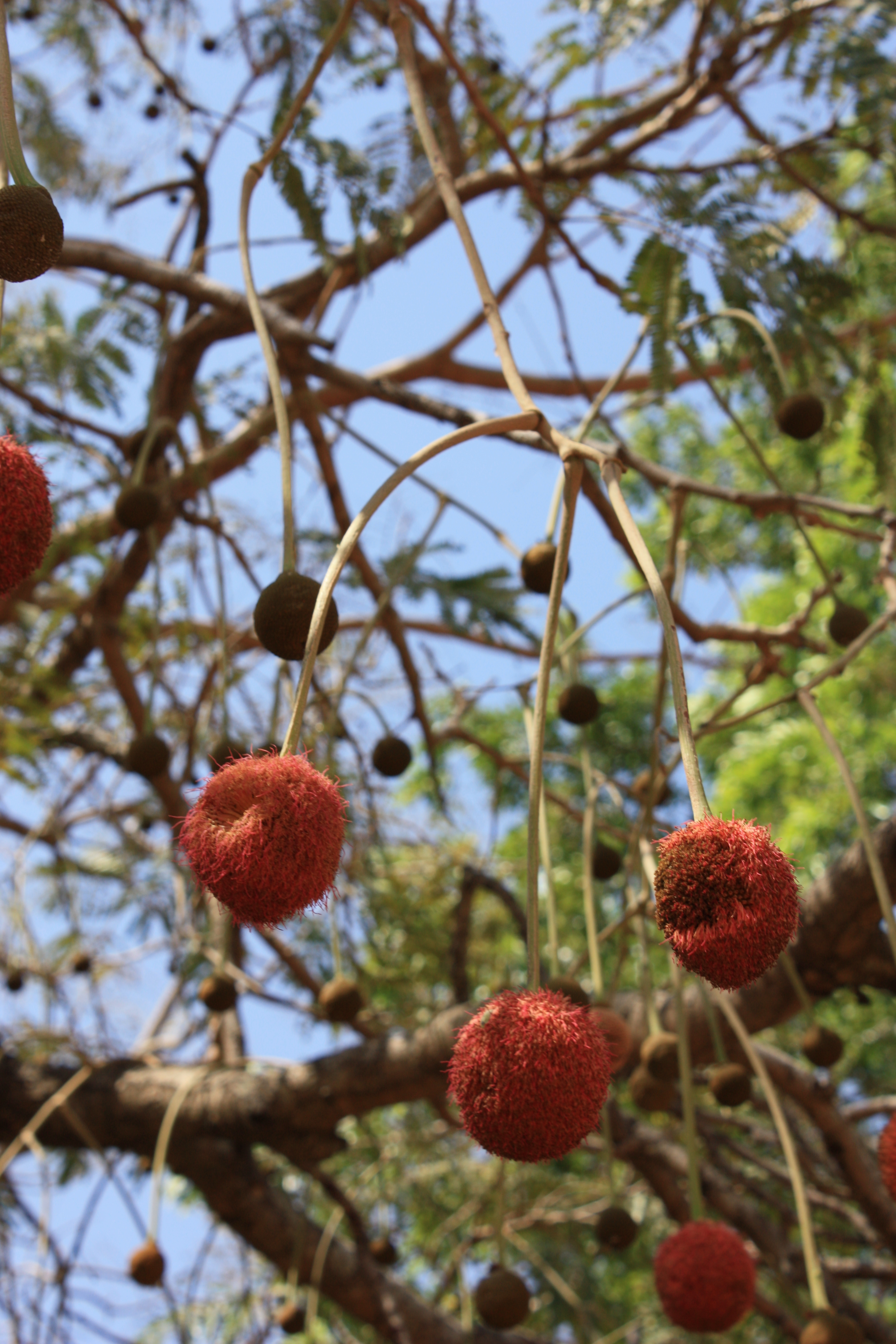
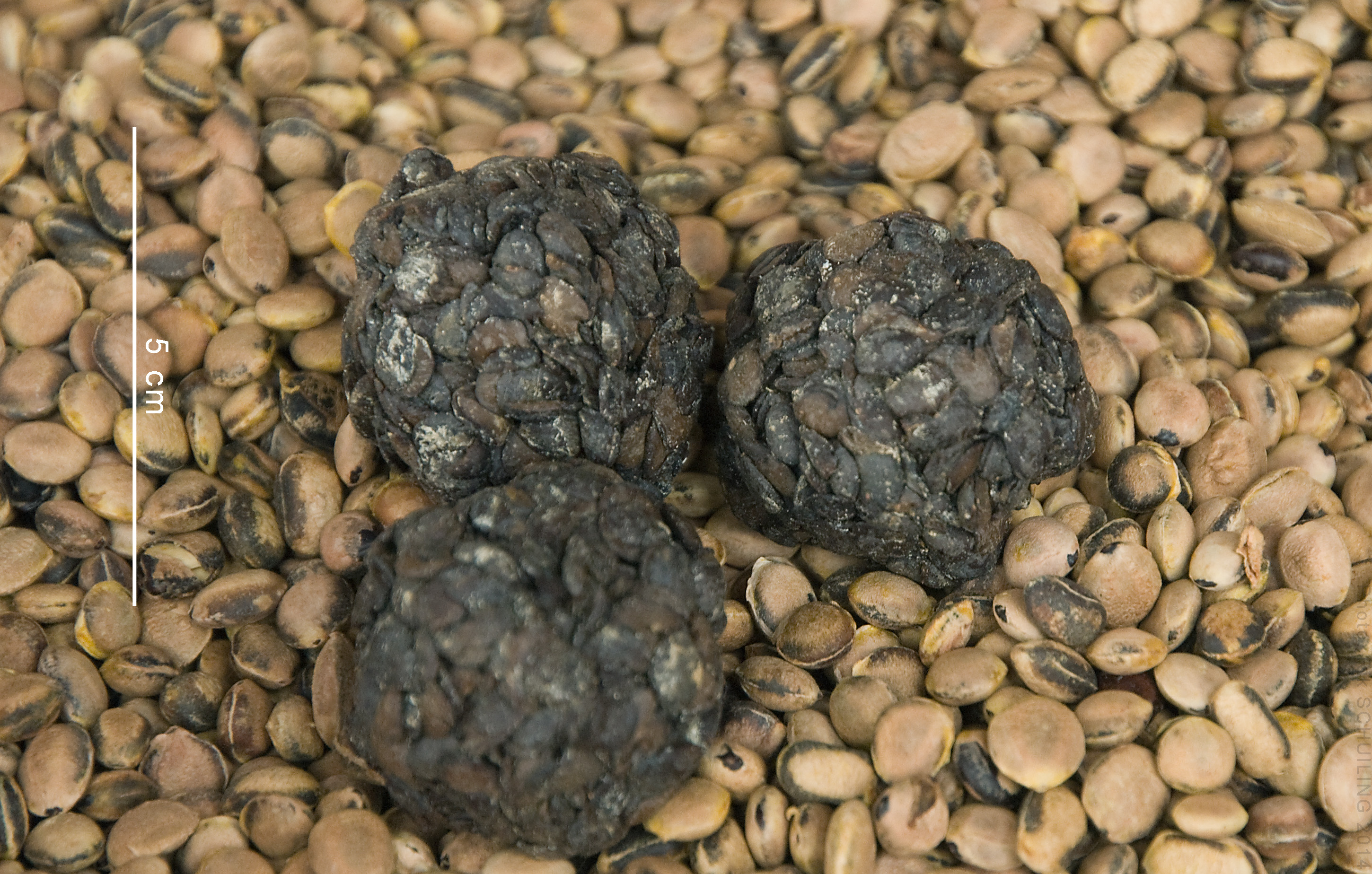